# Renier
I Renier sono una famiglia nobile di Venezia, già ascritta al patriziato. Diedero alla Serenissima il suo penultimo doge, Paolo Renier.

## Storia
Al di là delle leggende, che li vorrebbero originari della Dalmazia (Ragusa) o di Epidauro, il primo Renier attestato storicamente è un Otto de Rainerio che nel gennaio del 1152 fu presente allo strumento di sicurtà fatto dal doge Domenico Morosini ai fratelli Pietro e Giovanni Basegio per la costruzione del campanile di San Marco.
I Renier sarebbero entrati nel Maggior Consiglio solo nel 1381 quando Nicolò, indicato dal cronista Daniele Chinazzo come "popolano", venne eletto da una rosa di contribuenti che si erano distinti durante la guerra di Chioggia. In realtà la documentazione dimostra che membri della famiglia ricoprivano cariche pubbliche già tra gli anni cinquanta e sessanta del Trecento.
In ogni caso, i Renier rientrano nel novero di quelle famiglie "nuove" che, nei decenni successivi alla "Serrata" del 1297, contesero alle casate di più antica nobiltà il controllo delle istituzioni veneziane.
I tre rami della famiglia sopravvissuti alla caduta della Repubblica di Venezia e tuttora esistenti ebbero il riconoscimento della nobiltà da parte dell'impero austriaco; due di questi furono inoltre innalzati alla dignità di conti (Sovrane Risoluzioni del 7 settembre 1818 e del 24 giugno 1819).
Un altro ramo ottenne il titolo di conte dal Re d'Italia.

## Membri illustri
- Daniele Renier (1476-1535), figlio di Costantino (1440-1484) e di Maria Leonardi. Nel 1501 fu elettore ducale del doge Leonardo Loredan, nel 1517 fu capitano di Verona e nel 1520 fece parte del Consiglio dei Dieci. Il 7 dicembre 1534 fu eletto procuratore di San Marco.
- Giacomo Paolo Renier (1529-1616), figlio di Andrea, fu provveditore in Istria e podestà di Cologna Veneta. Nel 1598 venne elettoprocuratore di San Marco. Sposò Chiara Soranzo.
- Sebastiano Renier, nato nel 1537, figlio di Bernardino, fu senatore e provveditore a Peschiera, podestà a Chioggia e a Cologna Veneta. Sposò Orsetta Gritti, poi Maria Bembo.
- Gerolamo Renier, nato nel 1544, figlio Gasparo, fu podestà a Cologna Veneta e Savio agli Ordini. Sposò la sorella del Doge Giovanni Bembo, ed ebbe due figli, Marco e Gasparo, quest'ultimo podestà di Padova che ricevette nel 1574 Enrico III di Francia.
- Alvise Renier, che comprò nel 1706 la villa a Fossalta di Trebaseleghe, di cui oggi rimane solo l'Oratorio dello Zignolo.
- Lorenzo Renier (1604-1661), figlio di Alvise, partecipò con Lazzaro Mocenigo e Marco Bembo alla Spedizione veneziana dei Dardanelli.
- Girolamo Renier, nato nel 1626, figlio di Giovanni, fu capitano di Padova nel 1678 e provveditore a Palmanova dal 1684 al 1686. Sposò Paolina Renier ed in seconde nozze Isabella, figlia del Doge Carlo Contarini, figlio di Andrea ed Elisabetta Morosini e marito di Paolina Loredan.
- Paolo Renier (1710-1789), doge veneziano.
- Antonio Renier, figlio di Andrea e fratello del doge Paolo Renier, fu provveditore in Istria, capitano e vice podestà a Padova, provveditore Generale della Dalmazia dal 1765 al 1768, ammiraglio della flotta veneziana dell'Adriatico. Il suo ritratto, eseguito da Alessandro Longhi, è conservato al Museo Civico di Padova. Suo fratello Girolamo fu podestà a Brescia e ottenne l'investitura del feudo di Bovolenta.
- Andrea Renier, figlio di Paolo Renier e di Giustina Donà dalle Rose, fu capitano e vice podestà di Vicenza (1761) e per tre anni ambasciatore a Roma presso papa Pio VI. Sposò Cecilia Manin, sorella dell'ultimo doge di Venezia, Ludovico Manin, e fu padre di Giustina (1755-1832), moglie di Marcantonio Michiel (1755-1834), nota per aver tenuto un famoso salotto e per aver scritto l'Origine delle Feste Veneziane
- Daniele Renier (1768-1851), figlio di Lancillotto e di Elisabetta Curti, fu il primo sindaco di Venezia dal 1806 al 1811 e presidente dell'Ateneo Veneto dal 1842 al 1846. Nel 1817 ricevette la prestigiosa decorazione del titolo di Conte dell'Impero. Sposò Margherita Corner.
- Rodolfo Renier (1857-1915), letterato italiano.

## Luoghi e architetture
- Villa Renier, a Candiana

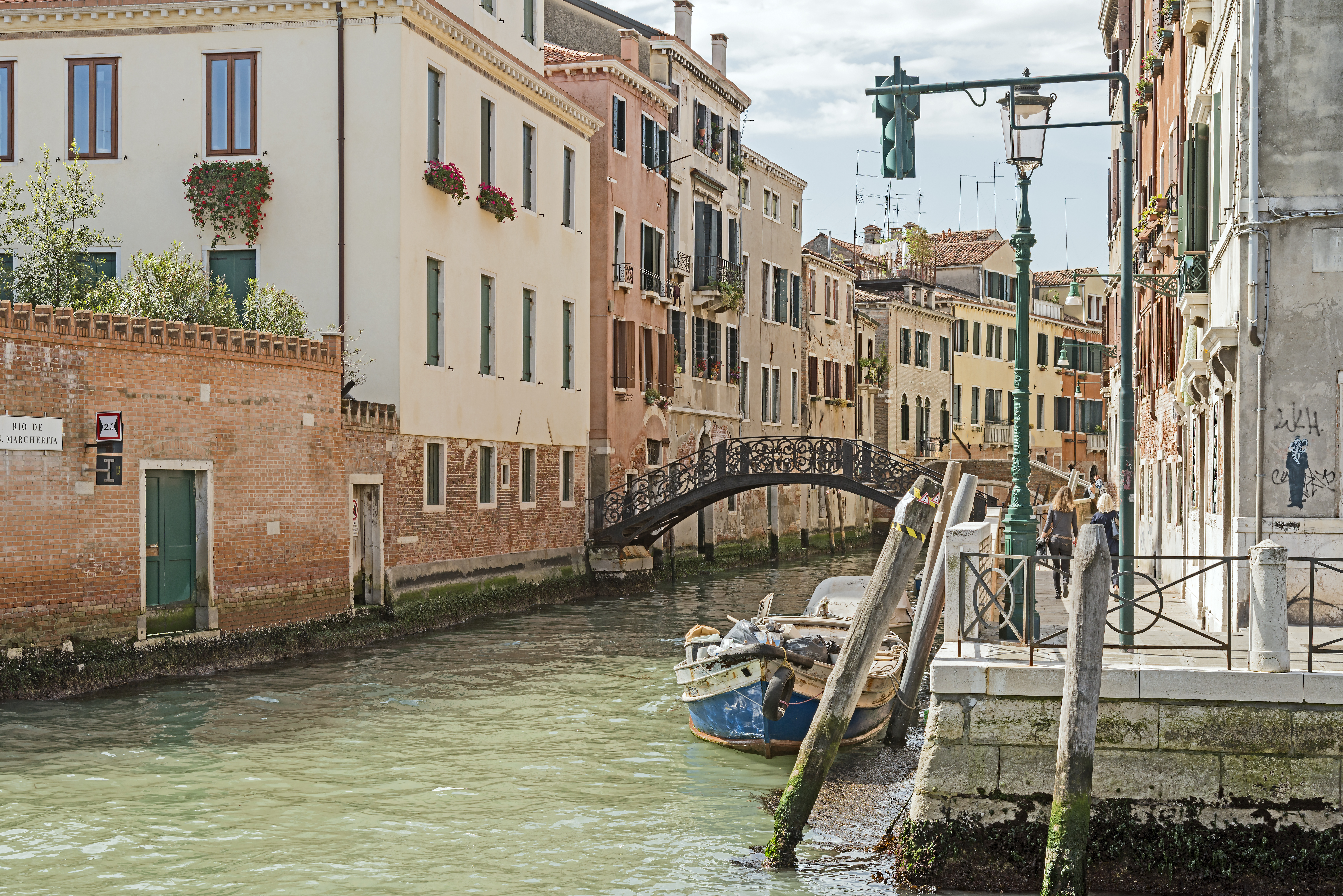
Ponte Renier a Venezia

- Villa Renier Foscarini, a Castello di Godego